# Félix Ortega Fernández
Félix Ortega Fernández, né le 25 février 1972, est un homme politique espagnol membre du Parti socialiste ouvrier espagnol (PSOE).

## Biographie

### Vie privée
Il est marié et père d'une fille et un fils.

### Carrière politique
Il est élu maire de Cobisa en 2015.
Le 20 décembre 2015, il est élu sénateur pour Tolède au Sénat et réélu en 2016.